# Вербовций, Иштван
Иштван Вербёци, Стефан из Вербовца (лат. Stephanus de Werbőcz/Werboecius, венг. Werbőczy István; 1458, Вербовец — 13 октября 1541, Буда) венгерский юрист и дипломат, крупный земельный собственник.

## Биография
Родом из села Вербовец (ныне в Вилокской поселковой общине Береговского района Закарпатской области Украины).
Изучал право в Краковском университете, а также, вероятно, в Истрополитанской академии в Пресбурге (ныне Братислава).
При дворе венгерских королей занимал ряд должностей от регистратора королевских законов (1482) к палатину (верховного судьи) королевства (1525—1526). Добивался предоставления мелкой и средней шляхте равных политических прав с крупными магнатами. Принимал активное участие в разработке законов о закрепощении крестьянства (1494 р.) и в подавлении восстания под руководством Дьердя Дожи в землях Закарпатья.
После турецко-венгерской битвы под Мохачем (август 1526) и установления османской оккупации поддерживал протурецкую политику Яноша Запольяи (Szapolyai János) и был назначен канцлером. После взятия Буды (Будапешт) турками в 1541 г. султаном Сулейманом Великолепным был назначен главным судьей.
Был отравлен султанским наместником (пашой) Буды.
Автор Трипартитума (Tripartitum opus iuris consuetudinarii regni Hungariae, 1514 г.), сборника норм венгерского средневекового обычного права.